# Hans-Jürgen Boysen
Hans-Jürgen Boysen (* 30. Mai 1957 in Mannheim) ist ein deutscher Fußballtrainer und ehemaliger -spieler.

## Karriere

### Spieler
Boysen war für den SC Neckarstadt und den VfR Mannheim aktiv, bis er 1980 zum Karlsruher SC wechselte. Dort spielte er bis auf eine Saison (1983/84) durchgehend in der 1. Bundesliga. 1985 unterschrieb der kopfballstarke Innenverteidiger beim 1. FC Saarbrücken, der gerade in die 1. Bundesliga aufgestiegen war. 
Insgesamt kam Boysen auf 104 Einsätze und fünf Tore in der Ersten Bundesliga.

### Trainer
Seine Trainerkarriere begann er beim SV Mörlenbach. Mit dem südhessischen Verein stieg er von der Bezirksklasse Süd in die Oberliga auf. Während dieser Zeit erwarb er auch seine Fußball-Lehrer-Lizenz an der Sporthochschule Köln. Im Sommer 1994 wechselte er zum Oberligisten SV Sandhausen, den er bereits nach einem Jahr zur Meisterschaft und damit zum Aufstieg in die Regionalliga Süd führte. In der darauffolgenden Saison sorgte er mit dem Regionalligisten für eine Sensation, als die Mannschaft im DFB-Pokal den VfB Stuttgart bezwang. Trotzdem war sein Engagement nach der Saison 1995/96 bereits wieder beendet.
Zu Beginn der Saison 1997/98 wurde er Trainer des Regionalliga-Aufsteigers Kickers Offenbach, mit denen er 1999 in die 2. Bundesliga aufstieg. Nach einem schwachen Saisonstart wurde er beurlaubt und trainierte anschließend den FC Augsburg, die Stuttgarter Kickers, erneut den SV Sandhausen und schließlich den 1. FC Schweinfurt 05. Als er 2004 zum zweiten Mal Trainer bei Kickers Offenbach wurde, gelang im darauffolgenden Jahr erneut der Aufstieg in die 2. Bundesliga. Im Januar 2006 wurde er jedoch erneut entlassen.
Von November 2007 bis zum Ende des Jahres war Boysen Interimstrainer bei der SG Sonnenhof Großaspach. Am 20. Mai 2008 wurde Boysen zum dritten Mal Trainer bei Kickers Offenbach. Am 5. Oktober 2009 reichte er seine Kündigung ein, mit der Begründung, er suche eine neue sportliche Herausforderung.

#### FSV Frankfurt
Am 7. Oktober 2009 übernahm Boysen den durch den Rücktritt von Tomas Oral am 4. Oktober vakant gewordenen Trainerposten beim FSV Frankfurt.
Zum Zeitpunkt seines Amtsantrittes hatte der FSV in seinem zweiten Zweitligajahr lediglich zwei Punkte aus den ersten acht Spielen der 2009/10 geholt, und auch nach der Hinrunde standen die Bornheimer mit nur 13 Punkten tief im Tabellenkeller. Boysen reagierte nach der Winterpause und sortierte sechs Spieler aus dem Zweitligakader aus und verpflichtete mit Vlad Munteanu (auf Leihbasis vom VfL Wolfsburg) und Sascha Mölders zwei Verstärkungen. Der FSV Frankfurt konnte sich wie schon im Vorjahr durch eine starke Rückrunde mit Platz 15 den Klassenerhalt noch sichern. Zur Saison 2010/11 führte Boysen gemeinsam mit dem sportlichen Leiter Uwe Stöver einen größeren Umbruch des Kaders durch. Mit Torhüter Klandt, Verteidiger Müller, Spielmacher Gjasula und Stürmer Mölders standen zu Saisonbeginn nur noch vier Spieler der Vorsaison in der Stammelf, die ergänzt wurde aus einer Mischung von jüngeren Talenten aus der 3. Liga und der Regionalliga sowie erst- und zweitligaerfahrenen Spielern. Neben Aufsteiger Erzgebirge Aue war der FSV Frankfurt die Überraschungsmannschaft der Vorrunde: Obwohl viele Experten der Boysen-Elf einen erneuten Abstiegskampf vorausgesagt hatten, bewegte sich der FSV stets im oberen Mittelfeld der Liga, belegte zur Winterpause Rang 7 und konnte bereits vier Spieltage vor Saisonende den Klassenerhalt sichern. Seinen zum Saisonende 2010/11 auslaufenden Vertrag verlängerte Boysen im Februar 2011 bis Sommer 2013.
Am 17. Dezember 2011 gab der FSV Frankfurt die Trennung von Boysen bekannt. Als Gründe nannte der Verein „die bisherige Punkteausbeute inklusive der sieglosen Heimbilanz und die negative Leistungstendenz der Mannschaft.“

#### SV Sandhausen
Am 20. November 2012 wurde Boysen als neuer Trainer des SV Sandhausen vorgestellt. Er wurde Nachfolger von Gerd Dais, der aufgrund von anhaltenden Niederlagen entlassen wurde. Boysen übernahm das Team auf dem letzten Tabellenplatz der 2. Fußball-Bundesliga. Boysen war bereits zweimal Trainer des SV Sandhausen, einmal zwischen 1994 und 1996 und von 2001 bis 2002. Boysen erhielt in Sandhausen einen Vertrag bis zum Saisonende. Da das Ziel Klassenerhalt sportlich nicht erreicht wurde, kam es zu keiner Vertragsverlängerung mit dem SV Sandhausen. Da Sandhausen, bedingt durch die Lizenzverweigerung gegenüber dem MSV Duisburg, letztlich doch in der 2. Liga verblieb, konnte Boysen im Rahmen eines Schlichtungsverfahrens beim Deutschen Fußball-Bund eine Abfindung für den Klassenerhalt erwirken.

#### SG Sonnenhof Großaspach
Ende Februar 2020 übernahm Boysen nach sechs Jahren wieder ein Cheftraineramt. Als Nachfolger des Interimstrainers Markus Lang wurde er zum zweiten Mal Übungsleiter der ersten Mannschaft des abstiegsbedrohten Drittligisten SG Sonnenhof Großaspach. Sein Vertrag galt zunächst bis Saisonende, wurde aber bereits Mitte Juni ligaunabhängig um ein Jahr verlängert. Nach dem Drittligaabstieg befand sich der Klub auch in der Regionalligaspielzeit 2020/21 von Beginn an im Abstiegskampf. Nach einer 0:2-Heimniederlage gegen die ebenfalls abstiegsgefährdete TuS Rot-Weiß Koblenz wurde Boysen Ende Februar 2021 nach Vereinsangaben wegen der „sportlich negative[n] Entwicklung über die vergangenen Monate sowie [der] aktuelle[n] Tabellenposition der SG in der Regionalliga Südwest“ auf dem 16. Tabellenplatz liegend freigestellt. Der Verein beendete die Saison auf dem 19. Rang und somit auf einem Abstiegsplatz, konnte aber dennoch die Klasse halten, da aufgrund des Saisonabbruchs in den Oberligen keine Mannschaften in die Regionalliga Südwest aufstiegen.
Nach zehnmonatiger Pause übernahm Boysen am 7. Januar 2022 erneut die SG Sonnenhof, welche sich auch in der Saison 2021/22 im Abstiegskampf befand, als Nachfolger von Steffen Weiß. Als Co- und Spielertrainer brachte er Sascha Mölders mit, welchen er aus gemeinsamen Zeiten beim FSV Frankfurt kannte. Mölders hatte im Dezember seinen Vertrag als Spieler beim TSV 1860 München aufgelöst.